# Atâta liniște-i în jur
Atâta liniște-i în jur este un film românesc din 1999 regizat de Laurențiu Damian, Anca Damian.